# Dichaea campanulata
Dichaea campanulata är en orkidéart som beskrevs av Charles Schweinfurth. Dichaea campanulata ingår i släktet Dichaea och familjen orkidéer. Inga underarter finns listade i Catalogue of Life.